# Bahnstrecke Beted–Skillingsfors
| Streckenlänge: | 19 km                |                                        |                                        |
| Spurweite: | 1435 mm (Normalspur) |                                        |                                        |
| Maximale Neigung: | 25 ‰                 |                                        |                                        |
| Minimaler Radius: | 250 m                |                                        |                                        |
| Streckengeschwindigkeit: | 40 km/h              |                                        |                                        |
| |                      |                                        |                                        |
| \| \| \| Bahnstrecke Mellerud–Arvika von Arvika \| \| \| \| 0,0 \| Beted \| Beted \| \| \| \| nach Mellerud \| \| \| \| \| Kölaälven \| \| \| \| 1,8 \| Slärteg \| Slärteg \| \| \| 3,9 \| Osebron \| Osebron \| \| \| 7,3 \| Vadjungsed \| Vadjungsed \| \| \| 9,9 \| Grävbacka \| Grävbacka \| \| \| 13,2 \| Kronan \| Kronan \| \| \| \| Mörtbäcken \| \| \| \| 15,2 \| Mörtbäcken[1] \| Mörtbäcken[1] \| \| \| 16,6 \| Olerud[1] \| Olerud[1] \| \| \| 18,8 \| Skillingsfors vägkorsning[1] \| Skillingsfors vägkorsning[1] \| \| \| 18,9 \| Skillingsfors \| Skillingsfors \| \| \| \| \| \| \| Quellen: [2][3] \| \| \| \| |                      |                                        |                                        |
| Strecke (außer Betrieb) |                      | Bahnstrecke Mellerud–Arvika von Arvika | Bahnstrecke Mellerud–Arvika von Arvika |
| Bahnhof (Strecke außer Betrieb) | 0,0                  | Beted                                  | Beted                                  |
| Abzweig geradeaus und nach links (Strecke außer Betrieb) |                      | nach Mellerud                          | nach Mellerud                          |
| Brücke über Wasserlauf (Strecke außer Betrieb) |                      | Kölaälven                              | Kölaälven                              |
| Blockstelle (Strecke außer Betrieb) | 1,8                  | Slärteg                                | Slärteg                                |
| Haltepunkt / Haltestelle (Strecke außer Betrieb) | 3,9                  | Osebron                                | Osebron                                |
| Haltepunkt / Haltestelle (Strecke außer Betrieb) | 7,3                  | Vadjungsed                             | Vadjungsed                             |
| Haltepunkt / Haltestelle (Strecke außer Betrieb) | 9,9                  | Grävbacka                              | Grävbacka                              |
| Haltepunkt / Haltestelle (Strecke außer Betrieb) | 13,2                 | Kronan                                 | Kronan                                 |
| Brücke über Wasserlauf (Strecke außer Betrieb) |                      | Mörtbäcken                             | Mörtbäcken                             |
| Haltepunkt / Haltestelle (Strecke außer Betrieb) | 15,2                 | Mörtbäcken                             | Mörtbäcken                             |
| Haltepunkt / Haltestelle (Strecke außer Betrieb) | 16,6                 | Olerud                                 | Olerud                                 |
| Haltepunkt / Haltestelle (Strecke außer Betrieb) | 18,8                 | Skillingsfors vägkorsning              | Skillingsfors vägkorsning              |
| Kopfbahnhof Streckenende (Strecke außer Betrieb) | 18,9                 | Skillingsfors                          | Skillingsfors                          |
| |                      |                                        |                                        |
| Quellen: |                      |                                        |                                        |

Die Bahnstrecke Beted–Skillingsfors war eine 19 Kilometer lange normalspurige Bahnstrecke in Schweden.  Sie wurde von der am 2. November 1914 gegründeten Dal–Västra Värmlands Järnvägsaktiebolag erbaut.
Am 22. September 1914 wurde die Konzession für die Strecke Järnskog–Skillingsfors durch die königliche Behörde Väg– och Vattenbyggnadsstyrelsen (VoV) erteilt. Die Planungen führte Theodor Helleberg ab dem Jahreswechsel 1914/15 bis Mitte 1915 durch. Die Strecke sollte als Nebenstrecke der Bahnstrecke Mellerud–Arvika errichtet werden.
Auf Grund des Ersten Weltkrieges und den folgenden wirtschaftlichen Schwierigkeiten wurden die Bauarbeiten erst am 28. Juni 1923 an die Skånska Cementgjuteriet vergeben. Die Inbetriebnahme war für den  1. Oktober 1926 vorgesehen. Der Abzweigbahnhof wurde in Beted errichtet. Doch durch weitere Verzögerungen beim Bau erfolgte die vorläufige Übergabe für den Güterverkehr erst am 17. Dezember 1927. Endgültig  für den Güter- und Passagierverkehr wurde die Strecke am 1. März 1928 freigegeben.
Für die Strecke wurden Schienen mit einem Metergewicht von 18 kg/m verlegt. Zuerst wurden nur Fahrzeuge von Bergslagernas Järnvägar (BJ) eingesetzt. Für den Betrieb errichtete man in Skillingsfors einen Lokschuppen mit einer 12-Meter-Drehscheibe.
Mit der Insolvenz der Dal–Västra Värmlands Järnvägsaktiebolag am 8. Juni 1936, deren Übernahme am 1. September 1937 von der Järnvägsaktiebolaget Dal–Västra Värmland, der Überführung dieser Gesellschaft am 1. Juli 1947 in die Trafikförvaltningen Göteborg–Dalarne–Gävle sowie deren Übernahme am 1. Juli 1948 durch die SJ kam die Strecke in Staatsbesitz.
In der zweiten Hälfte der 1950er-Jahre und Anfang der 1960er-Jahre nahm der Verkehr auf der Strecke stark ab. Dennoch wurden die verlegten Schienen noch 1958 durch solche mit einem Metergewicht von 24,3 bis 27 kg/m ersetzt, was jedoch keine Auswirkung auf die zugelassene Höchstgeschwindigkeit hatte.
SJ beantragten deshalb die Stilllegung der Strecke, die am 25. November 1960 genehmigt wurde. Der letzte Personenzug fuhr am 27. Mai 1961, am 28. Mai 1961 erfolgte die Einstellung des Gesamtverkehrs. Der planmäßige Güterverkehr endete bereits am 1. Juni 1958, danach wurden nur noch bei Bedarf Güterwagen zugestellt.
Kurze Zeit nach der Stilllegung wurde die Strecke abgebaut. Der Bahndamm ist heute ein weitgehend eingeschotterter Weg, auf einem kurzen Stück bei Slärteg auch asphaltierte Straße und ist so gut wie durchgängig mit dem Fahrrad befahrbar.